# 老人性色素斑
老人性色素斑（ろうじんせいしきそはん、lentigo senilis）、日光黒子（solar lentigo、日光性黒子）、老人性黒子（senile freckle）は、老化や、太陽からの紫外線に曝露されることに関連した肌の色素斑。英語で old age spot（年齢によるしみ）とも。顔や手の甲にできやすい。危険性はないが美容上、気にして除去する場合がある。美白剤や、副作用として色素沈着を生じることも多いレーザー、その他の治療法が使われる。

## 原因

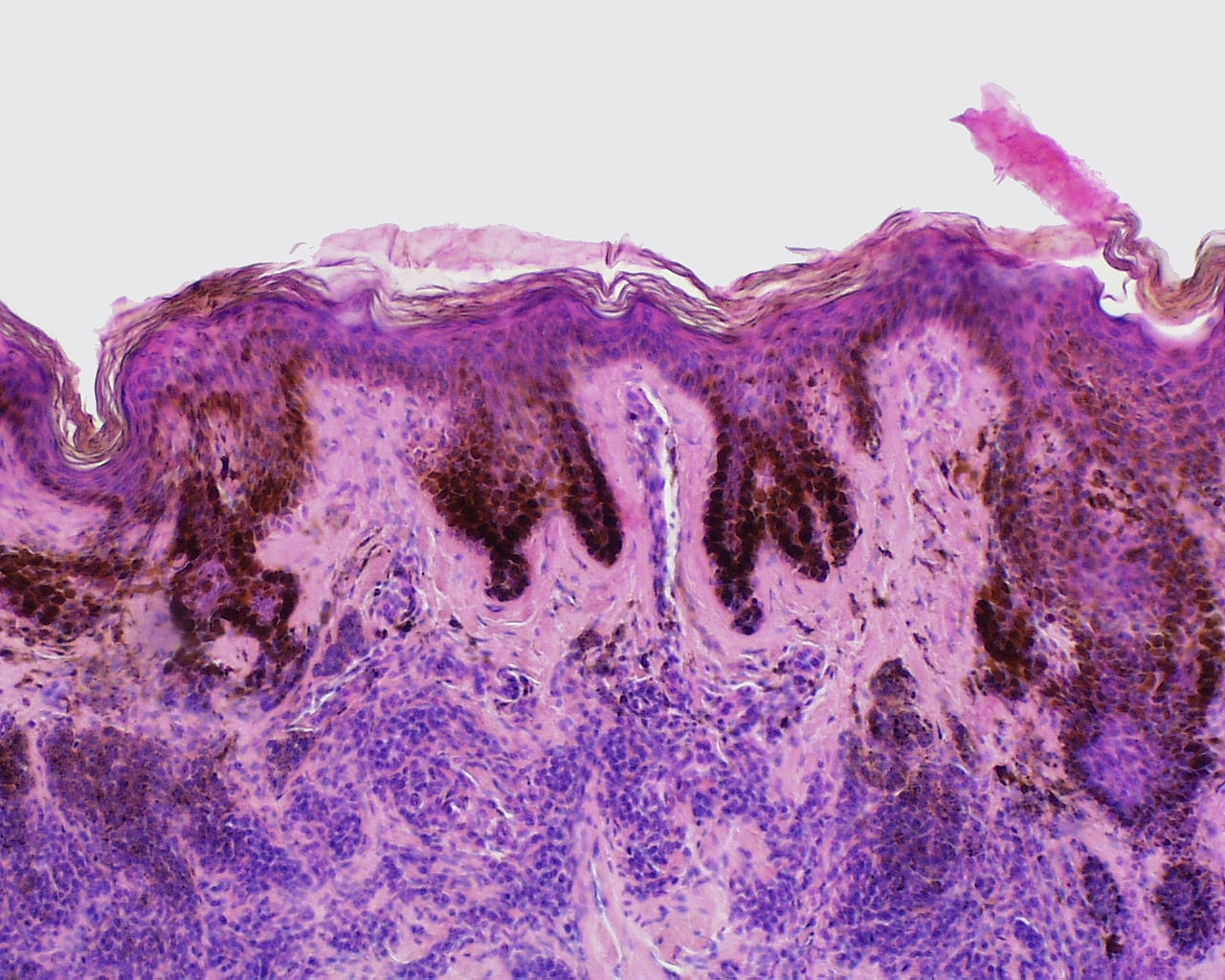
老人性色素斑の断面の組織拡大。

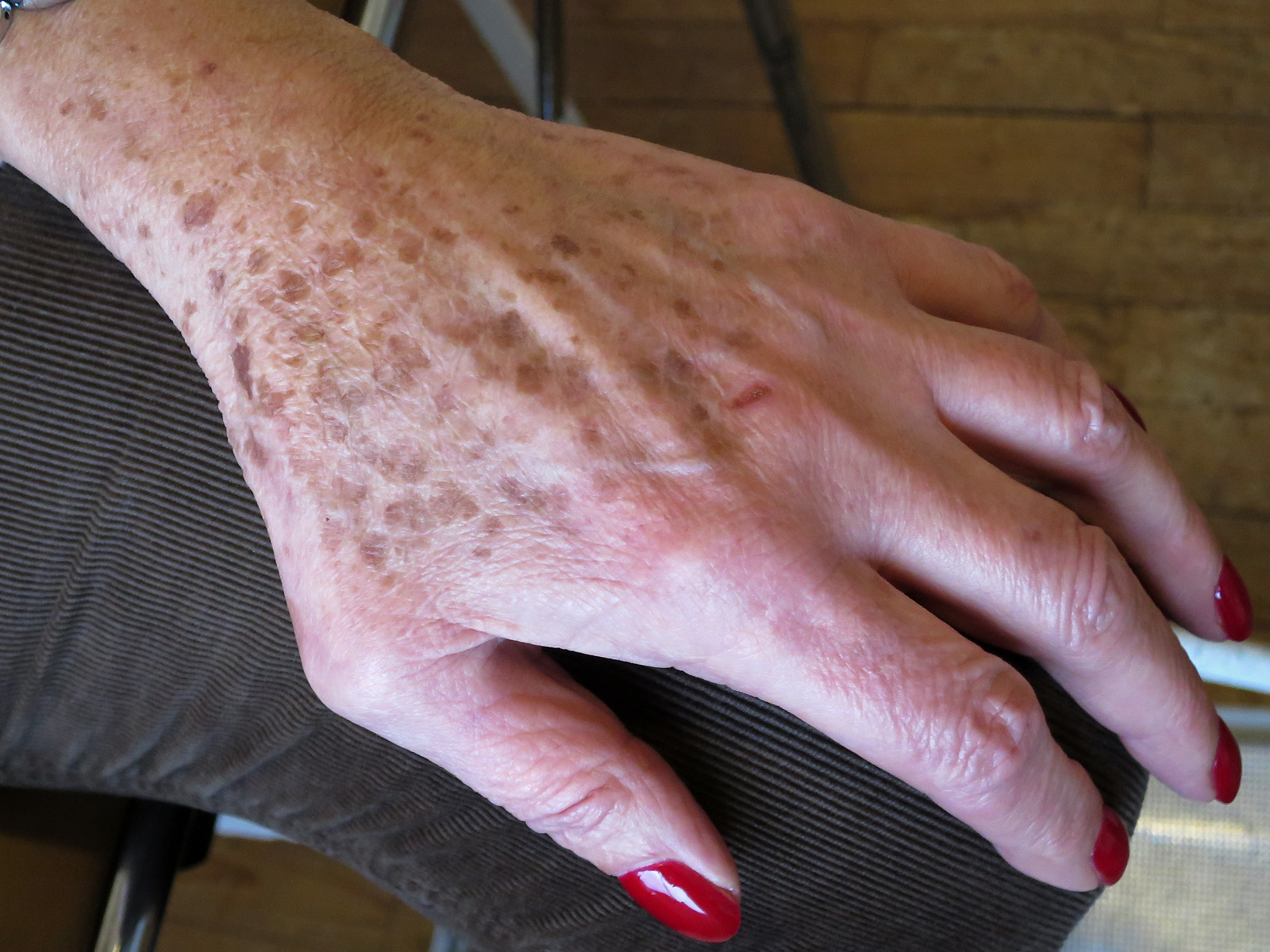

ほかの原因のシミとは異なり、老人性色素斑は経時的に変化していくシミに分類される。
長期に日光に照らされたことで、表皮の突起が延長している。誤修復蓄積老化理論は、老人性色素斑の形成されるための仮説である。

## 治療
老人性色素斑は危険なものではないため治療は不要だが、まれにシミと思っていたものが皮膚がんであることもある。しかし、一部の人は外観を気にして除去を希望し、レーザー、電気外科手術、凍結療法、美白剤のハイドロキノン、トレチノイン、システアミン、アゼライン酸、アルファヒドロキシ酸 (AHA)が用いられる。
トレチノインを用いて日本人を対象とし行われた研究で、6か月後に治療効果がエクセレントあるいはグッドと判断されたのは、老人性色素斑で約78%であった。アダパレンを使ったランダム化比較試験で、アダパレンで57-59%、偽薬で36%がより軽い病変に改善した。医薬部外品の成分としては、化粧品で「メラニン生成を抑えシミ・そばかすをふせぐ」という効能表示が承認されているが、肝斑や老人性色素斑を対象に既に存在する色素沈着が改善したかを判定している。
日光黒子の27名での二重盲検法の試験で、6%濃度のビタミンC誘導体のアスコルビン酸リン酸ナトリウム入りのローションは、半年後にこれを含まないローションよりも有意に日光黒子を改善したが、その程度は弱かった。雀卵斑（そばかす）や日光黒子の計69名に対し、顔半面にアスコルビン酸リン酸ナトリウムをイオン導入し、3-4か月後にほぼ全員に有効とされ反対側よりも高い改善効果があった。
レーザーでは、ルビーレーザー、アレキサンドライトレーザー、Nd:YAGレーザーが使われ、副作用として30-48%程度の人に色素沈着が生じ1か月をめどに最も濃くなる。

## 関連項目

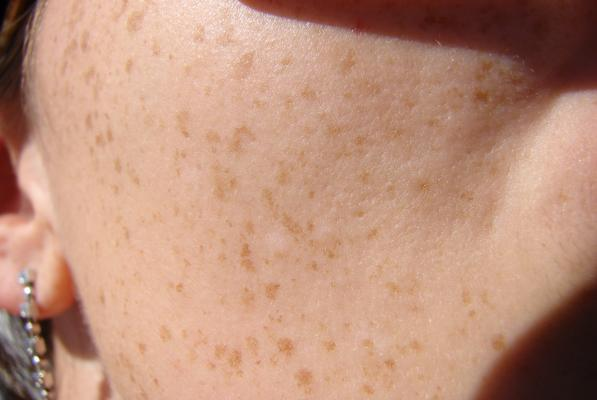
雀卵斑（そばかす）